# Grafmonument van hertog Hendrik I van Brabant

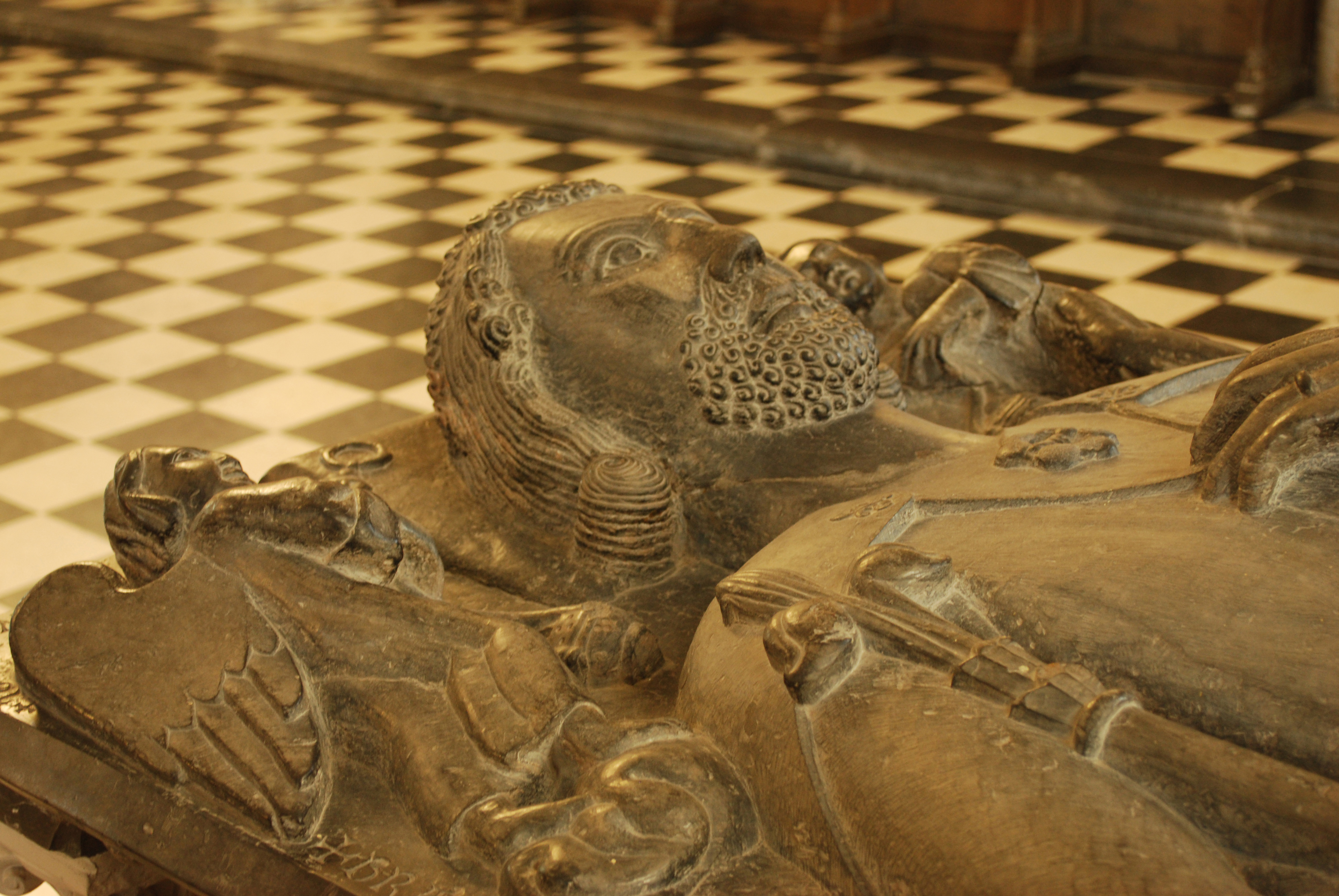
Grafmonument van Hendrik I

Het Grafmonument van hertog Hendrik I van Brabant bevindt zich in Leuven.

## Achtergrond Hendrik I van Brabant
Hendrik I van Brabant was de graaf van Leuven in de periode dat Leuven nog een van de belangrijkste steden was. In 1183 werd hij hertog van Brabant en later hertog van Neder-Lotharingen. In de Sint-Pieterskerk van Leuven is zijn praalgraf te vinden, samen met die van zijn vrouw Mathilde van Boulogne en zijn dochter Maria van Brabant. De hertog kreeg in 1235 de opdracht van de Duitse keizer Hendrik II van Hohenstaufen de keizerlijke verloofde Isabella Plantagenet te begeleiden van Engeland naar Duitsland. Hij stierf echter onderweg in Keulen, voor hij zijn opdracht kon volbrengen.

## Beschrijving
Het praalgraf is het oudste nog overgeleverde van zijn soort. Hendrik I zijn beeltenis in het reliëf is geïdealiseerd: hij wordt afgebeeld als een glimlachende jonge man. Daarnaast ligt hij op een hoge sokkel, draagt een lang kleed en de hertogenmantel, en houdt hij een scepter vast; zijn linkerhand speelt met de koord van de mantel. Bij zijn hoofd zwaaien de aartsengelen Raphaël en Michaël het wierookvat. Naast het praalgraf van Hendrik I van Brabant liggen ook de grafmonumenten van zijn vrouw Mathilde van Boulogne en zijn dochter Maria van Brabant.

## Locatie
Oorspronkelijk bevond het praalgraf zich bij het altaar. Dit was een privilege dat enkel weggelegd was voor vooraanstaande families en hoge geestelijken. De aanvankelijk romaanse kerk, werd in de vijftiende eeuw vervangen door een gotische kerk. Het was toen dat het graf van Hendrik verplaatst werd en een ereplaats kreeg voor het hoogaltaar. Tijdens de Franse overheersing in de achttiende eeuw werd het graf vernield en werden zijn restanten begraven onder de toren. Pas in het midden van de negentiende eeuw werd het grafmonument gerestaureerd en geplaatst in de kapel van Sint-Jan van Lateranen. In 1929 werd het gebeente van Hendrik I opgegraven en pas enkele decennia later, namelijk in 1998, werden ze terug in het praalgraf gelegd. Ondertussen is het monument weer verplaatst en staat het terug op zijn oorspronkelijke plaats: voor het hoogaltaar.